# Going Down in LA-LA Land
Pour plus de détails, voir Fiche technique et Distribution.
Going Down in LA-LA Land est un film américain réalisé par Casper Andreas d'après le roman éponyme d'Andy Zeffer, sorti en 2011.

## Synopsis
Alors qu'il ne parvient pas à trouver de travail comme acteur à New York, Adam (Matthew Ludwinski (en)) décide de tenter sa chance à Los Angeles. Il déménage avec son amie excentrique Candy (Allison Lane). Adam trouve rapidement du travail comme réceptionniste dans une agence de talents, mais il est renvoyé le jour où il arrive en retard. Il fait alors la rencontre de Nick (Casper Andreas), qui est réalisateur et photographe. Nick aide Adam à décrocher un boulot chez Jet Set Productions, une société qui produit de la pornographie gay.

## Fiche technique
- Titre original : Going Down in LA-LA Land
- Réalisation : Casper Andreas
- Scénario : Casper Andreas, d'après Going Down in La-La Land d'Andy Zeffer
- Direction artistique : Katie Shattuck
- Décors : Katie Shattuck
- Costumes : Sarah Jeanne Mgeni
- Photographie : Timothy Naylor
- Son : Michael J. Brown
- Montage : Alexander Hammer
- Musique : Michael W. Barry
- Production : Bryan Guarnieri, Simon Jorna, Linda Larson, Mich Lyon, George M. Taninatz (producteurs exécutifs) et Duane A. Sikes (producteur associé)
- Sociétés de production : Embrem Entertainment, La-La Land Films
- Société de distribution : PRO-FUN media Filmverleih pour l'Allemagne, l'Autriche et la Suisse
- Budget : —
- Pays d'origine :  États-Unis
- Langue originale : anglais
- Format : couleur — 1.78:1
- Genre : comédie dramatique
- Durée : 104 minutes
- Dates de sortie :
  -  États-Unis : 1er mai 2011
  -  Royaume-Uni : 6 octobre 2011

## Distribution
- Matthew Ludwinski : Adam Zeller
- Allison Lane : Candy
- Michael Medico : John Vastelli
- Casper Andreas : Nick
- John Schile : Ron
- Jesse Archer : Matthew
- Bruce Vilanch : Missy Manhandler
- Judy Tenuta (en) : Zinnea
- Alec Mapa : lui-même
- Perez Hilton : Ricky
- Daniel Hayes (en) : Lucas